# Aedes vargasi
Aedes vargasi är en tvåvingeart som beskrevs av Schick 1970. Aedes vargasi ingår i släktet Aedes och familjen stickmyggor. Inga underarter finns listade i Catalogue of Life.